# Premier League 2024-2025 (Belize)
La Belize Premier League 2024-2025 è stata la 12ª edizione della massima serie del campionato di calcio beliziano nella sua nuova versione. Il campionato è iniziato il 4 agosto 2024 ed è terminato il 27 aprile 2025.
La stagione è divisa in due tornei separati, l'Apertura 2024 e il Clausura 2025, con lo stesso formato e le stesse squadre partecipanti.

## Stagione

### Novità
Il campionato beliziano non prevede un sistema di promozioni e retrocessioni, per cui le squadre partecipanti sono le stesse otto dell'edizione 2023-2024.

### Formula
Le 6 squadre partecipanti giocheranno due distinti gironi di andata e ritorno, l'Apertura e il Clausura, ognuno da 10 giornate, e al termine di ognuno di essi le prime 4 classificate si qualificano per i play-off, che prevedono due turni a eliminazione diretta di sola andata per decretare la squadra campione del periodo.

## Squadre partecipanti
| Club              | Città        |
| ----------------- | ------------ |
| Belmopan Bandits  | Belmopan     |
| Port Layola       | Belize       |
| Progresso         | Corozal Town |
| San Pedro Pirates | San Pedro    |
| Verdes            | San Ignacio  |
| Wagiya            | Dangriga     |

## Apertura

### Stagione regolare
|  | Pos. | Squadra           | Pt | G  | V | N | P | GF | GS | DR  |
|  | ---- | ----------------- | -- | -- | - | - | - | -- | -- | --- |
|  | 1.   | Verdes            | 24 | 10 | 8 | 0 | 2 | 26 | 5  | +21 |
|  | 2.   | Port Layola       | 19 | 10 | 6 | 1 | 3 | 22 | 7  | +15 |
|  | 3.   | Progresso         | 18 | 10 | 5 | 3 | 2 | 13 | 11 | +2  |
|  | 4.   | San Pedro Pirates | 16 | 10 | 4 | 4 | 2 | 15 | 12 | +3  |
|  | 5.   | Wagiya            | 4  | 10 | 1 | 1 | 8 | 12 | 32 | -20 |
|  | 6.   | Belmopan Bandits  | 4  | 10 | 1 | 1 | 8 | 5  | 26 | -21 |

Legenda:
      Qualificata ai play-off.

### Play-off

#### Semifinali
| Squadra 1   | Totale | Squadra 2         | Andata | Ritorno |
| ----------- | ------ | ----------------- | ------ | ------- |
| Verdes      | 3 - 4  | San Pedro Pirates | 1 - 1  | 3 - 2   |
| Port Layola | 6 - 3  | Progresso         | 4 - 2  | 2 - 1   |

#### Finale
| Squadra 1   | Totale | Squadra 2         | Andata | Ritorno |
| ----------- | ------ | ----------------- | ------ | ------- |
| Port Layola | 4 - 2  | San Pedro Pirates | 3 - 0  | 1 - 2   |

## Clausura

### Stagione regolare
|  | Pos. | Squadra           | Pt | G  | V | N | P | GF | GS | DR  |
|  | ---- | ----------------- | -- | -- | - | - | - | -- | -- | --- |
|  | 1.   | Port Layola       | 24 | 10 | 7 | 3 | 0 | 23 | 6  | +17 |
|  | 2.   | Verdes            | 19 | 10 | 5 | 4 | 1 | 21 | 8  | +13 |
|  | 3.   | Progresso         | 17 | 10 | 5 | 2 | 3 | 21 | 13 | +8  |
|  | 4.   | San Pedro Pirates | 10 | 10 | 2 | 4 | 4 | 15 | 17 | -2  |
|  | 5.   | Belmopan Bandits  | 10 | 10 | 3 | 1 | 6 | 12 | 25 | -13 |
|  | 6.   | Wagiya            | 2  | 10 | 0 | 2 | 8 | 7  | 30 | -23 |

Legenda:
      Qualificata ai play-off.

### Play-off

#### Semifinali
| Squadra 1   | Totale | Squadra 2         | Andata | Ritorno |
| ----------- | ------ | ----------------- | ------ | ------- |
| Port Layola | 3 - 5  | San Pedro Pirates | 1 - 1  | 2 - 4   |
| Progresso   | 0 - 5  | Verdes            | 0 - 1  | 0 - 4   |

#### Finale
| Squadra 1         | Totale | Squadra 2 | Andata | Ritorno |
| ----------------- | ------ | --------- | ------ | ------- |
| San Pedro Pirates | 0 - 4  | Verdes    | 0 - 2  | 0 - 2   |